# Барьер (система противоракетной обороны)
Зональная система противоракетной обороны «Барьер» — проект системы противоракетной обороны Москвы, разрабатывавшийся в 1954–1956 гг. коллективом под руководством А. Л. Минца в Радиотехнической лаборатории АН СССР в рамках конкурса на создание новых систем противовоздушной обороны страны и систем беспилотного перехвата ядерных ракет противника. 

## Начало проекта
В январе 1954 года, приехав с совещания в Специальном комитете при СМ СССР, А. Л. Минц объявил узкому кругу своих подчинённых, что лаборатория получила задание разработать предложения по системе противоракетной обороны города Москвы. Учитывая то обстоятельство, что задание правительства было совершенно секретным, с ним ознакомили лишь несколько человек. В отделе «А», который возглавлял М. М. Вейсбейн, была образована особая группа в составе пяти человек под руководством Е. И. Кирьянова. В состав группы вошли А. И. Дзергач, В. И. Муравьёв, Б. М. Шурыгин и В. А. Шумаков. В качестве основной проблематики, рассматривался вопрос перехвата четырёх типов американских баллистических ракет, двух межконтинентальных — «Атлас» и «Титан», и двух средней дальности — «Тор» и «Юпитер». В первую очередь А. Л. Минца интересовал вопрос перехвата межконтинентальных баллистических ракет.

## Постановка технического задания
Перед сотрудниками группы разработчиков А. Л. Минц поставил две основные задачи:
1. Изучить существующие материалы, связанные тем или иным образом с обнаружением межконтинентальных баллистических ракет дальнего действия.
2. На основе изучения траекторий иностранных ракет, способных долететь до Москвы, и изучения свойств самих ракет или их головных частей, предложить возможную систему их обнаружения и определения точек падения за приемлемое короткое время.

## Принцип работы
По замыслу А. Л. Минца, на ракетоопасном направлении друг за другом с интервалом в 100 км устанавливались три радиолокационные станции с вертикально направленными лучами. Боеголовка последовательно пересекала три узких радиолокационных луча, в ходе чего электронно-вычислительная техника системы фиксировала её текущее положение в пространстве, дальность до цели, углы цели, замеряла параметры полёта и на основе этих данных экстраполировала дальнейший её курс: по трём засечкам определялись с необходимой точностью траектория полёта и вероятная точка падения, эти данные передавались на автоматизированную систему управления, и после оценки обстановки и принятия оператором на пункте управления решения на перехват командный сигнал поступал на пусковые установки противоракет. С каждой новой станцией и точкой пересечения точность прогнозирования траектории увеличивалась, и, согласно задумке конструктора, на завершающем этапе полёта боеголовки противника, её можно было сравнительно легко поразить обычной зенитной управляемой ракетой. Лучи станций должны были бы создавать три «забора» на пути баллистических ракет, — эту идею «забора» первым подал вскоре после окончания Великой Отечественной войны (ещё до появления у США баллистических ракет) будущий конструктор противоракет Ю. С. Хлебцевич (НИИ-885). При том, что сам А. Л. Минц охарактеризовал Хлебцевича как «злостного изобретателя» и считал многие его предложения фантастическими, тем не менее, его отчётами заинтересовались сотрудники Минца, развив и доработав эту идею. Разумеется, лёгкость поражения была весьма относительной, так как погрешность определения координат боеголовки противника составляла несколько километров, и противоракете требовалось дополнительное целеуказание или мощная активная система наведения. Но благодаря тому, что боеголовки американских межконтинентальных баллистических ракет при входе в атмосферу существенно теряли скорость и далее летели уже на дозвуковых скоростях, теоретически задача их перехвата могла быть решена.

## Элементы системы
- Автоматизированная система управления средствами зональной системы противоракетной обороны.
- Радиолокационные станции для определения физических параметров полёта боеголовок противника, их положения в пространстве, угловых координат, траектории движения, скорости и т. д.
- Зенитные управляемые ракеты для поражения боеголовок противника после их входа в атмосферу и потери скорости.

## Завершение проекта
1 февраля 1956 года на совместном научно-техническом совете КБ-1 и Радиотехнической лаборатории АН СССР в присутствии представителей Министерства обороны СССР и Специального комитета при СМ СССР обсуждались предложения по проекту объектовой системы ПРО Г. В. Кисунько с секторными РЛС «Дунай-2» А. И. Берга и В. П. Сосульникова и проекту зональной системы ПРО «Барьер» с РЛС дальнего обнаружения А. Л. Минца. В результате заслушивания участвующих докладчиков и дальнейшего обсуждения был одобрен проект Г. В. Кисунько — система «А» — который и был рекомендован для производства и испытаний. По реализации в части перехвата ракет противника «Барьер» был проще проекта А-35 Г. В. Кисунько, но по обнаружению и сопровождению целей — дороже и сложнее. Несмотря на возможность реализации, комиссии не понравилось в проекте «Барьер» то, что он позволял прикрывать защищаемый объект только с одного ракетоопасного направления. Кроме того, проект «Барьер» был менее проработан в деталях, чем проект системы «А». Компромисс был найден, и представители Министерства обороны СССР решили использовать разработки лаборатории Минца только в части радиолокационных станций дальнего обнаружения баллистических ракет.